# Червеноклюна потапница
Червеноклюната потапница (Netta rufina) е представител на семейство Патицови (Anatidae), разред Гъскоподобни (Anseriformes), със сравнително едри размери и плътно набито телосложение. Тежи между 0,8 и 1,5 кг. Дължина на тялото 45-55 cm, размах на крилете около 90 cm. Има изразен полов диморфизъм. Плува и се гмурка добре.

## Разпространение
Разпространена в Европа и Азия, среща се и в България. Обитава сладководни езера, блата или бавно течащи реки, гъсто обрасли с водна растителност и с открити участъци от чиста и дълбока вода.

## Начин на живот и хранене
Храни се с водна растителност и животинска храна: дребни мекотели, личинки на насекоми, ракообразни.

## Размножаване
Гнездото си построява винаги в непосредствена близост до водата, често пъти на малки островчета или купчини стара тръстика. Снася от 6 до 14 кремаво жълти яйца. Мъти 26-28 дни само женската. Малките се излюпват достатъчно развити за да могат да се придвижват и хранят самостоятелно.

## Допълнителни сведения
На територията на България е защитен вид включен в Червената книга.